# 서울 암사동 유적
서울 암사동 유적(서울 岩寺洞 遺蹟)은 대한민국 서울특별시 강동구 암사2동에 있는 신석기 시대의 주거 유적지이다. 대한민국 사적 제267호이다. 이 선사 시대의 유적은 78,793m2의 넓은 선사공원 내에 복원된 움집과 움집터를 그대로 둘러싼 제 1박물관과, 멀티미디어와 체험학습을 위한 제 2박물관 등의 시설을 갖추고 있다.
이곳 유적지는 6000년 시대의 마을이다.
유적지에서 3개의 문화층으로 구분되는 지층이 발견되었는데, 상층에서는 백제의 옹관과 건물지가 출토되었고, 중간층에는 민무늬토기, 반달돌칼, 빗살무늬토기 등 100여 개의 수혈 거주지가 출토되었다.
1988년부터 일반에 공개되었으며, 현재는 큰 공원 안에 2개의 전시관과 움집 10동, 매점과 관리사무소 등을 운영하고 있다. 암사동 출토품 72점을 비롯해 총 408개의 소장품을 전시하고 있다.

## 개요
1925년 을축년 대홍수 때 일부가 파손된 채 발견되었다. 수렵·채집으로 생활하며 취락을 형성한 것으로 짐작되는 5기의 집터와 빗살무늬 토기 몇 점, 그리고 돌도끼·돌화살 등 석기가 대량 출토되었다.
집터는 둥근꼴과 모줄임네모꼴(抹角方形)로 된 원 길이 5.5m, 깊이 1m의 움집터로, 거기에는 화덕자리도 있다. 기원전 30세기의 유물로, 신석기에서 금속기 시대의 토기로 보인다.
또 시대가 다른 3개의 문화층이 발견되었는데, 한 층은 흑색 사질층으로 백제 시대에 해당하는 문화층으로 빗살무늬 토기 조각·석기·백제의 토기 조각 등이 출토되고, 옹관 2기 및 건물터가 노출되었다.
다른 층에서는 빗살무늬 토기·민무늬 토기가 출토되어 신석기 시대 후기층으로 추정된다. 또 한 층은 사질층으로 11개소의 주거지가 발굴되었는데, 내부에서 빗살무늬 토기와 종류 미상의 뼛조각이 출토되었고, 또 기둥자리의 흔적도 있어 선사시대인의 생활상을 밝힐 수 있었다.

## 연혁
- 1925년 을축년 대홍수로 인해 유적이 노출되어 신석기 시대의 주거지로 알려졌다.
- 1967년 대학연합 발굴단이 조사를 시작하였다.
- 1971년~ 1975년 국립중앙박물관이 4차례 발굴을 시작하였다.
- 1979년 7월 26일 사적 제267호 '암사동 선사주거지'로 지정되었다.
- 1988년 8월 30일 암사동 선사주거지가 개관하였다.
- 1997년 1월 20일 무주와 전주에서 열린 97년 동계유니버시아드 대회 성화채화지로 지정되었다.
- 2000년 1월 7일 제2전시관인 원시생활전시관이 개관되었다.
- 2011년 7월 28일 문화재(사적) 명칭을 '서울 암사동 유적'으로 변경하였다.
- 2006년 11월 선사문화사업소를 설치하여 운영하였다.

## 시설 및 전시, 행사

### 전시관
제1 전시관

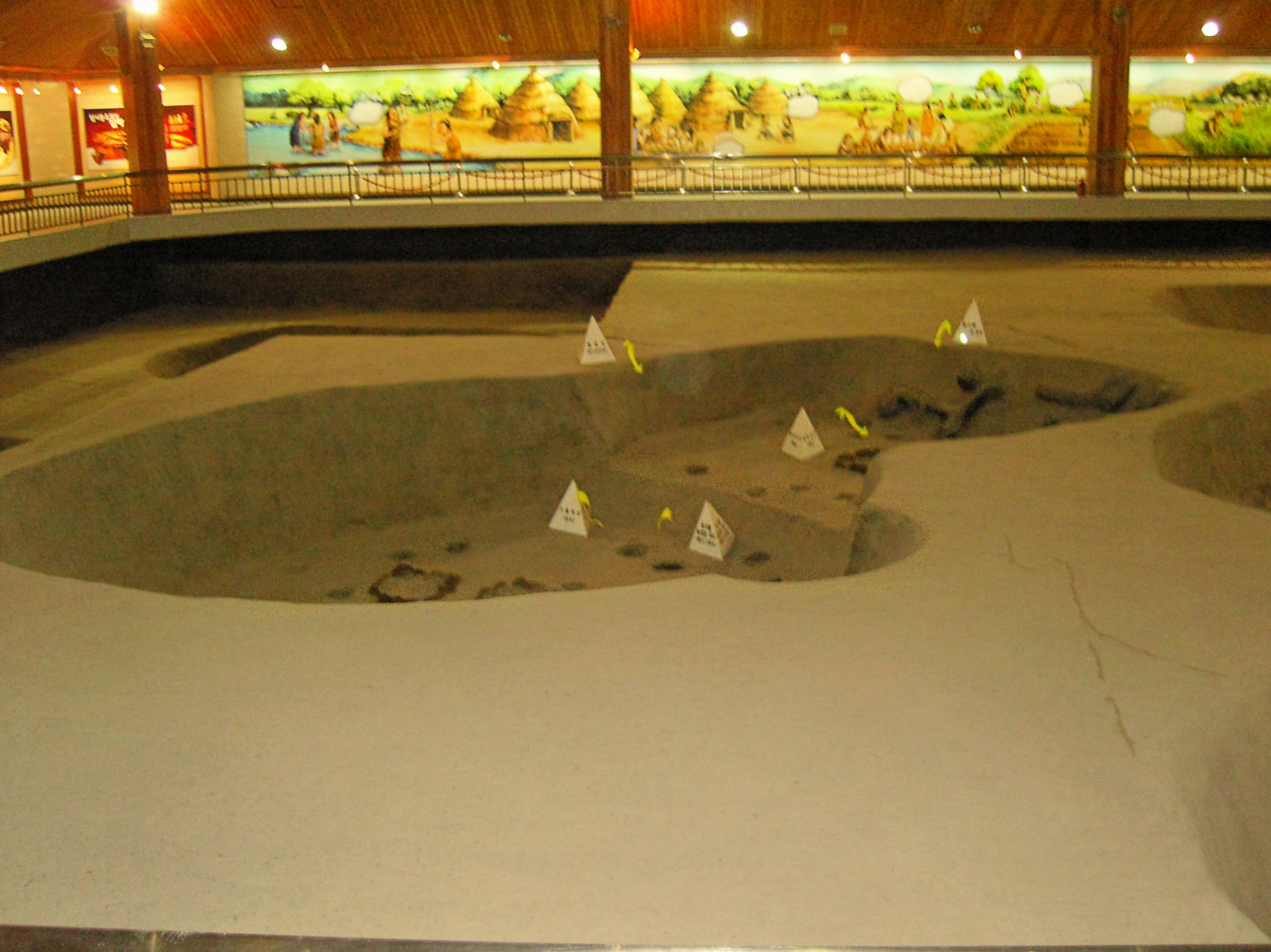
움집 주거지(제1전시관)

실제 유적 발굴터를 전시관으로 단장하여 1988년에 일반에 공개된 신석기 주거지 유적으로, 사각으로 가운데를 둘러싸서 약간 높은 곳에서 유적지를 관찰할 수 있게 해 두었으며, 사각형의 복도에게는 갈판과 갈돌, 돌도끼와 화살촉, 빗살무늬 토기 등을 비롯해 신석기 시대의 유물과 당시의 생활상을 재현한 거대한 벽화들이 전시되어 있고, 입구에서 오른쪽으로는 제2전시관으로 연결된다. 입구에는 영상 홍보실과 상설체험장이 있어 각종 전통무늬 탁본 만들기(체험비용: 500원)와 찰흙으로 빗살무늬만들기 등의 체험을 할 수 있다.
제2 전시관
1999년에 제1전시관 오른쪽 편으로 원시생활전시관을 증축하였다. 이곳에서는 신석기 시대에 활을 이용하여 원시인들이 불을 만들던 방법을 체험학습을 통해 실습을 할 수 있도록 체험코너를 마련해 두었으며, 그때의 생활 상이나 발굴과정을 볼 수 있는 영상실이 있다. 이곳에서는 움집복원 모형과 암사동 유적상황을 미니어쳐로 제작해 놓았다.

### 움집
암사동 선사주거지는 약 6,000년 전 신석기 시대의 신석기인들이 집단 취락을 이뤄 살던 곳이다. 당시의 주거환경과 외양 등을 출토품을 근거로 하여, 생활 상을 복원해 두었다. 암사 선사 공원에 움집 9기를 복원해 두고, 1곳에는 어로와 수렵, 채집 등의 원시 시대의 생활 상을 엿볼 수 있도록 체험 움집을 마련해 두었다. 제2전시관에도 소형 움집 복원 모델을 전시해 두고 있다.

### 기타 시설
정문 앞에는 넓은 주차시설을 갖추고 있으며, 현장학습용으로 부모와 함께 아이들이 많이 찾는 시설이기 때문에, 작은 동물원을 운영하여 이곳에 타조를 키운다. 주요 시설물들은 넓은 공원 안에 일부이며, 식수시설과 잔디장, 나무 등 자연을 즐기려는 사람들에게도 좋다.

### 프로그램 및 행사
체험 프로그램
암사동 선사주거지에는 체험학습을 통해 역사를 배울 수 있도록 상설체험프로그램과 주말체험 프로그램을 운영하고 있다. 상설체험프로그램으로는 빗살무늬토기만들기와 미니어쳐 움집만들기 그리고 전통문양 탁본 등이 있으며, 주말체험프로그램으로는 원시체험 학습으로 활과 화살만들기, 조개목걸이 만들기 등을 운영한다.
공연 및 행사
- 정기공연으로는 국악한마당이 열리며, 매월 마지막주 토요일 12시 30분부터 1시간 동안 전시장 앞 공장에서 개최를 하고 있다.
- 매년 10월 중에는 선사문화축제가 개최되며, 청소년 축제와 각종 공연이 펼쳐진다.

### 추가 개발 계획
서울시는 이 지역을 암사역사생태공원과 강동 그린웨이, 그리고 서울시의 한강 르네상스 계획과 연계하여 개발할 예정이다. 2002년 4월 문화재보호구역 확대를 결정하여, 현재까지 진행 중이다.
선사문화에 대한 교육의 장으로서의 역할을 강화하기 위해 선사주거지에 빗살무늬 조형물, 선사체험장, 수경시설을 설치하고 다양한 체험학습 프로그램을 개발할 예정이다. 전체 면적도 기존 78,793m2에서 102,001m2로 확장되게 되며, 선사주거지와 한강변을 선사마루로 연결하여 선사주거지에서 한강까지 산책로 조성도 계획하고 있다.

## 같이 보기
- 신석기 시대
- 청동기 시대

## 사진

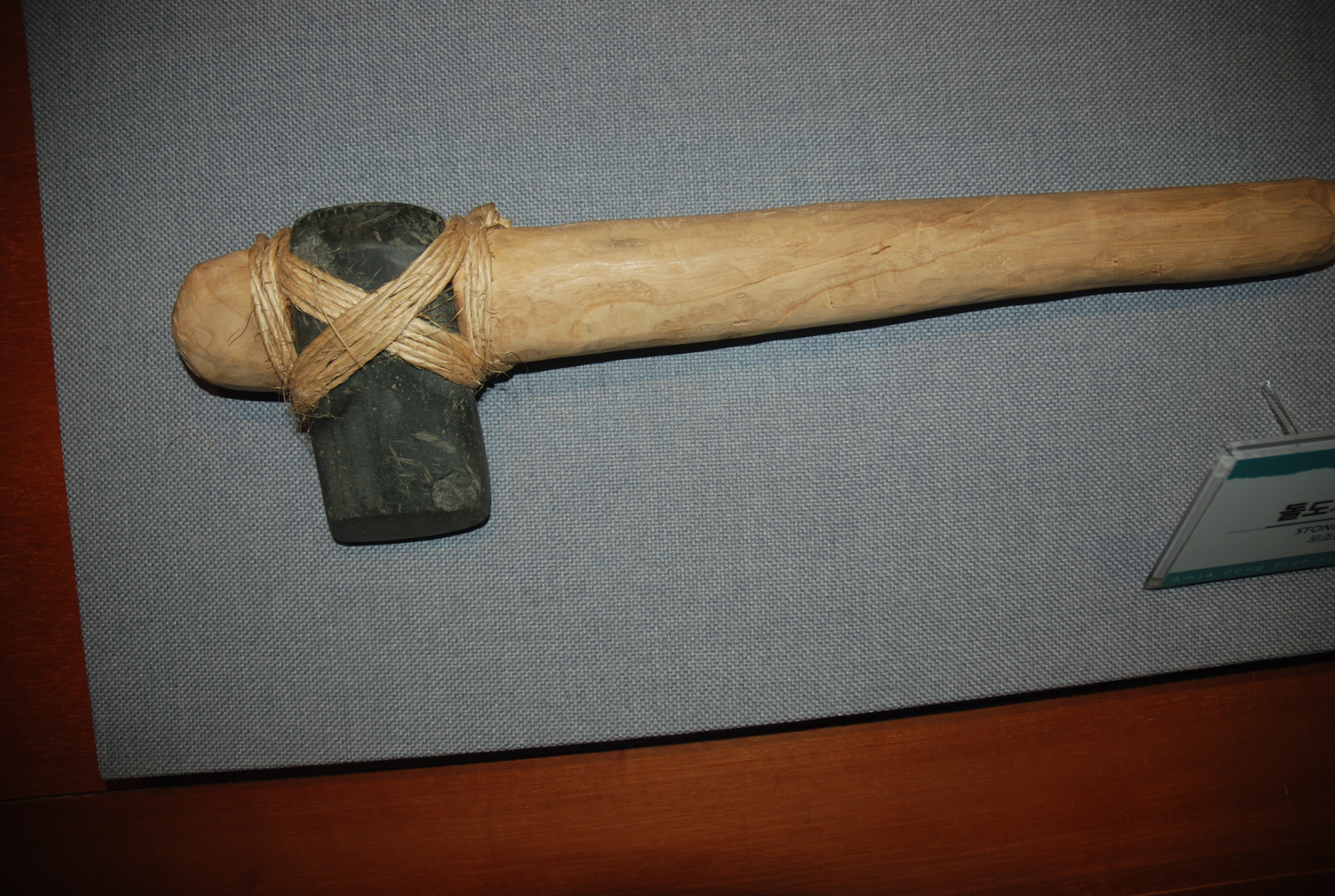
돌도끼
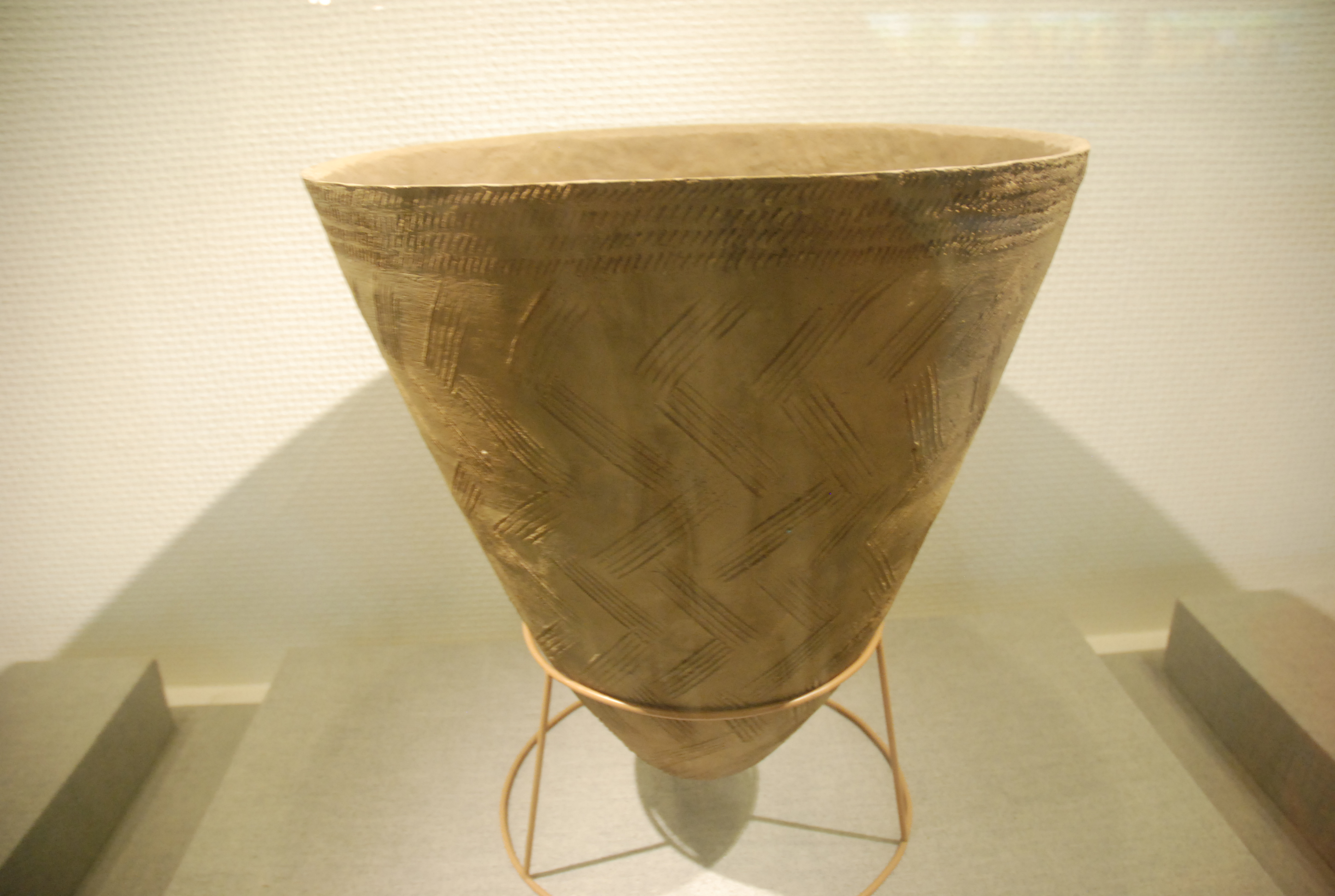
빗살무늬 토기
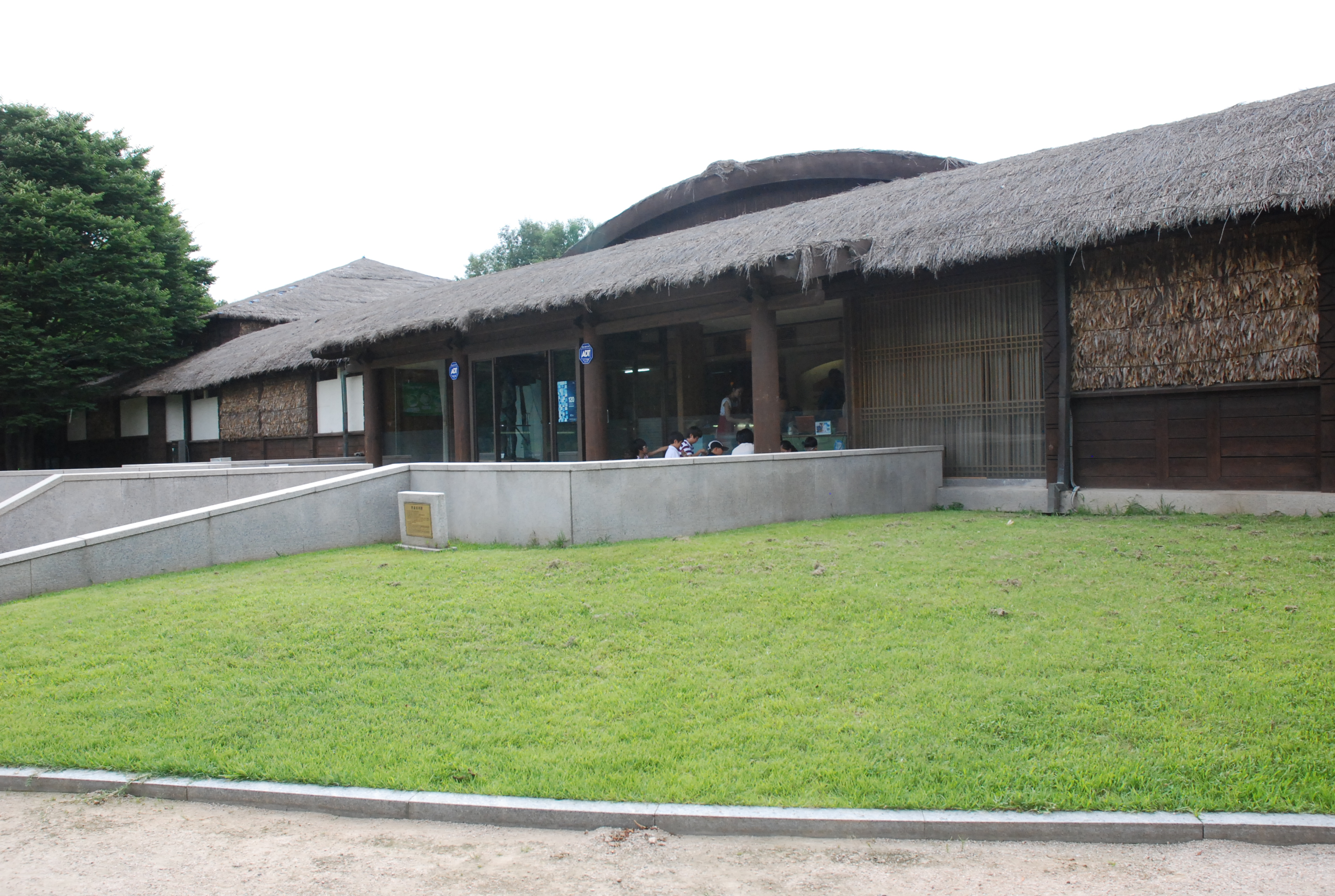
암사 선사박물관
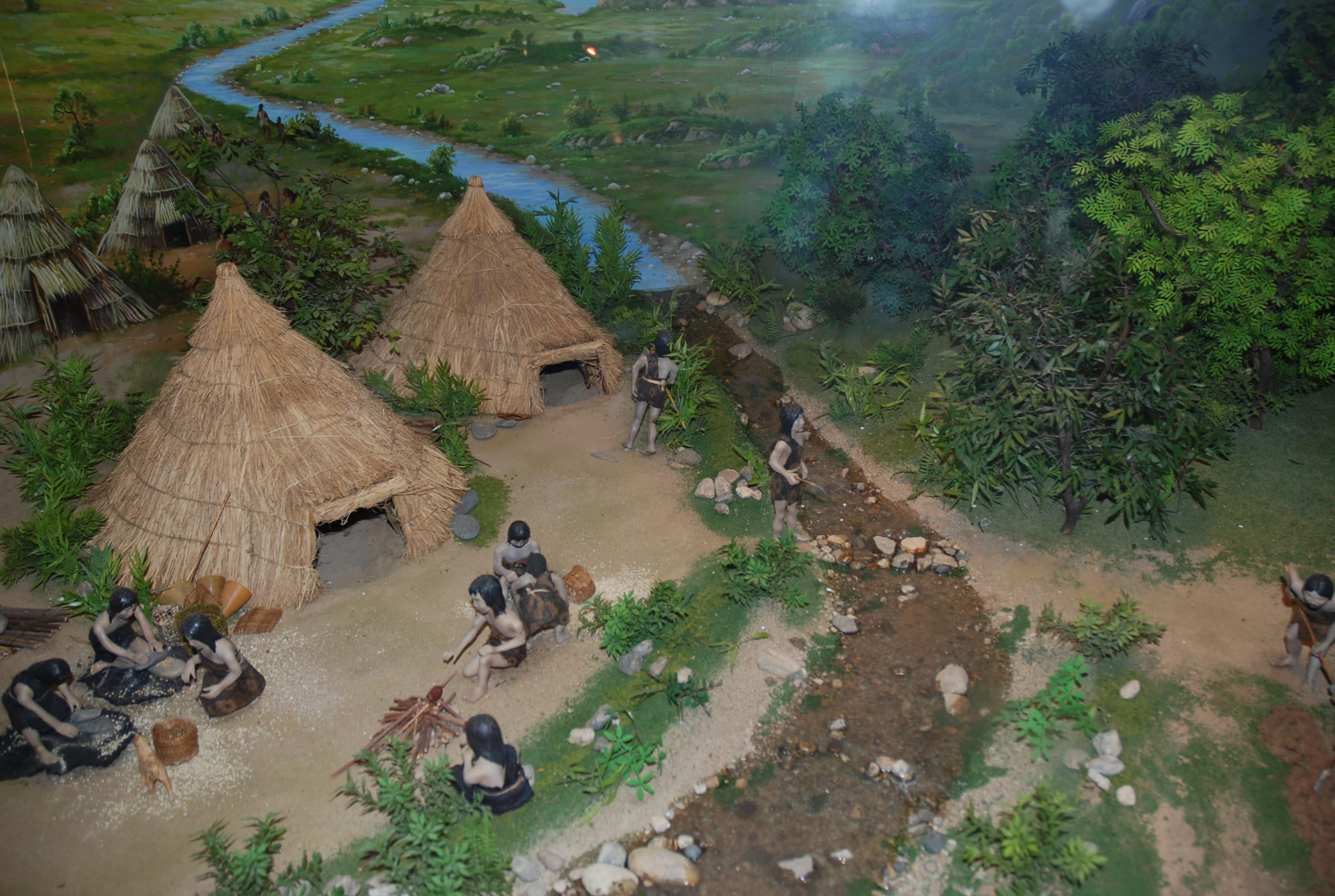
전시 모형
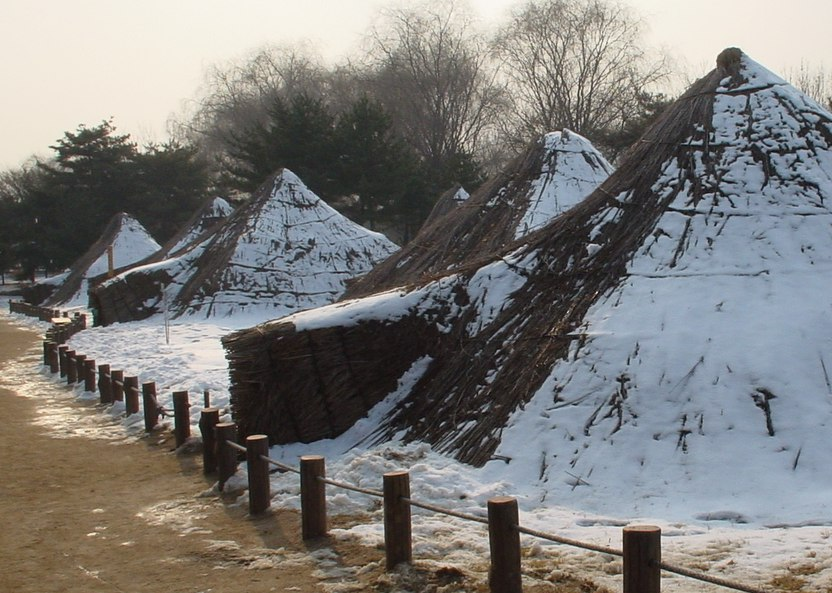
선사 시대의 움집
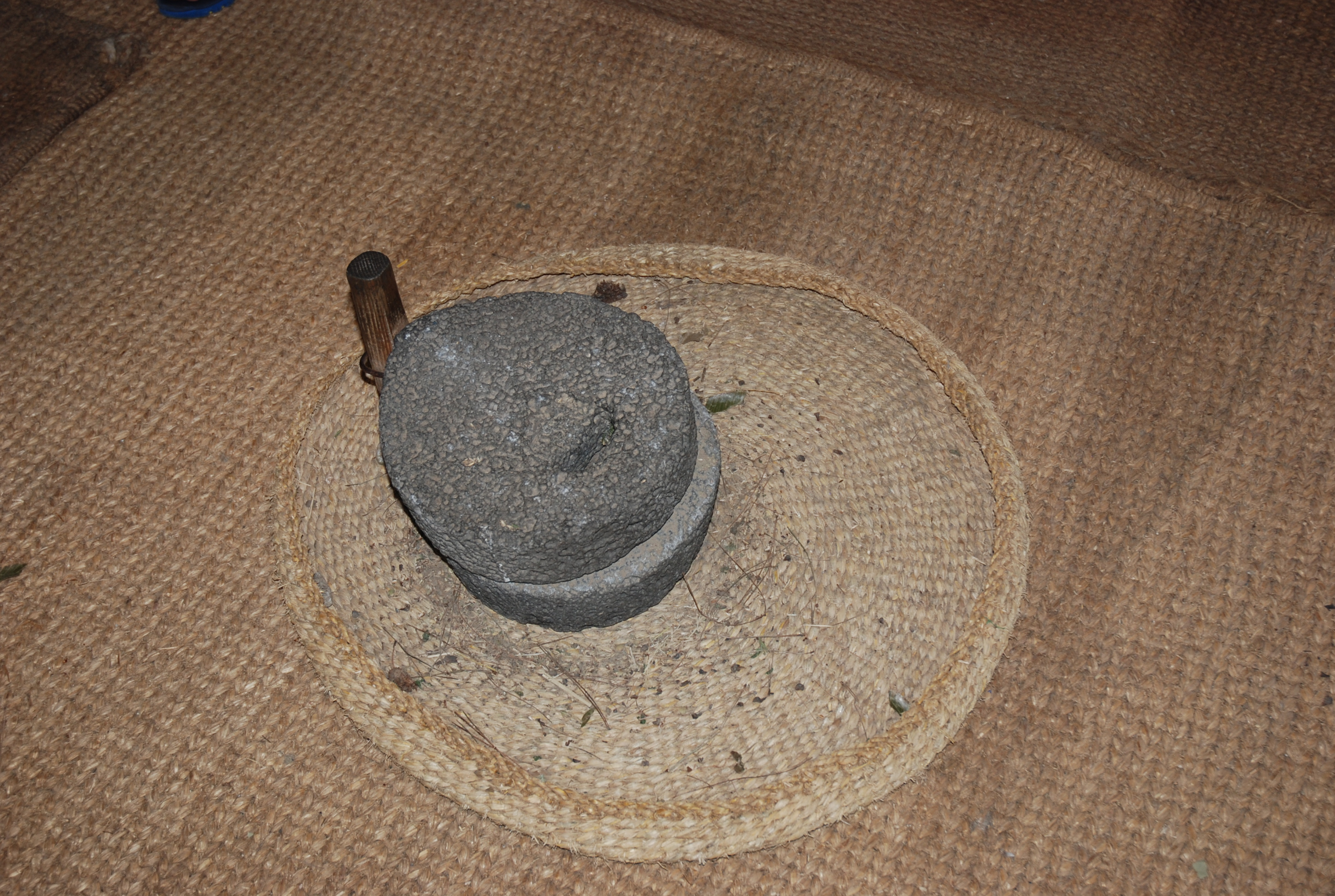
전통체험 - 맷돌
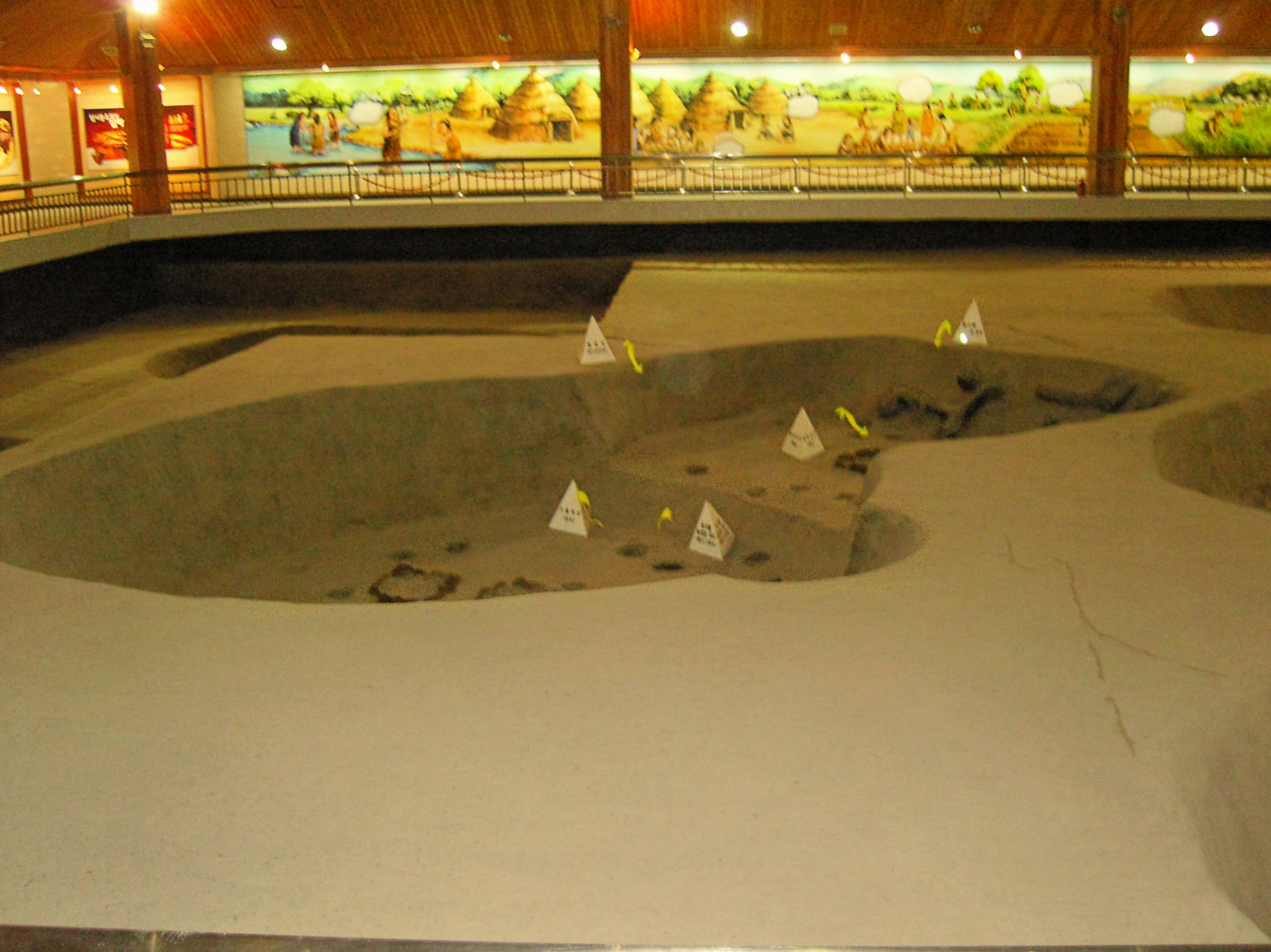
움집 주거지(제1전시관)
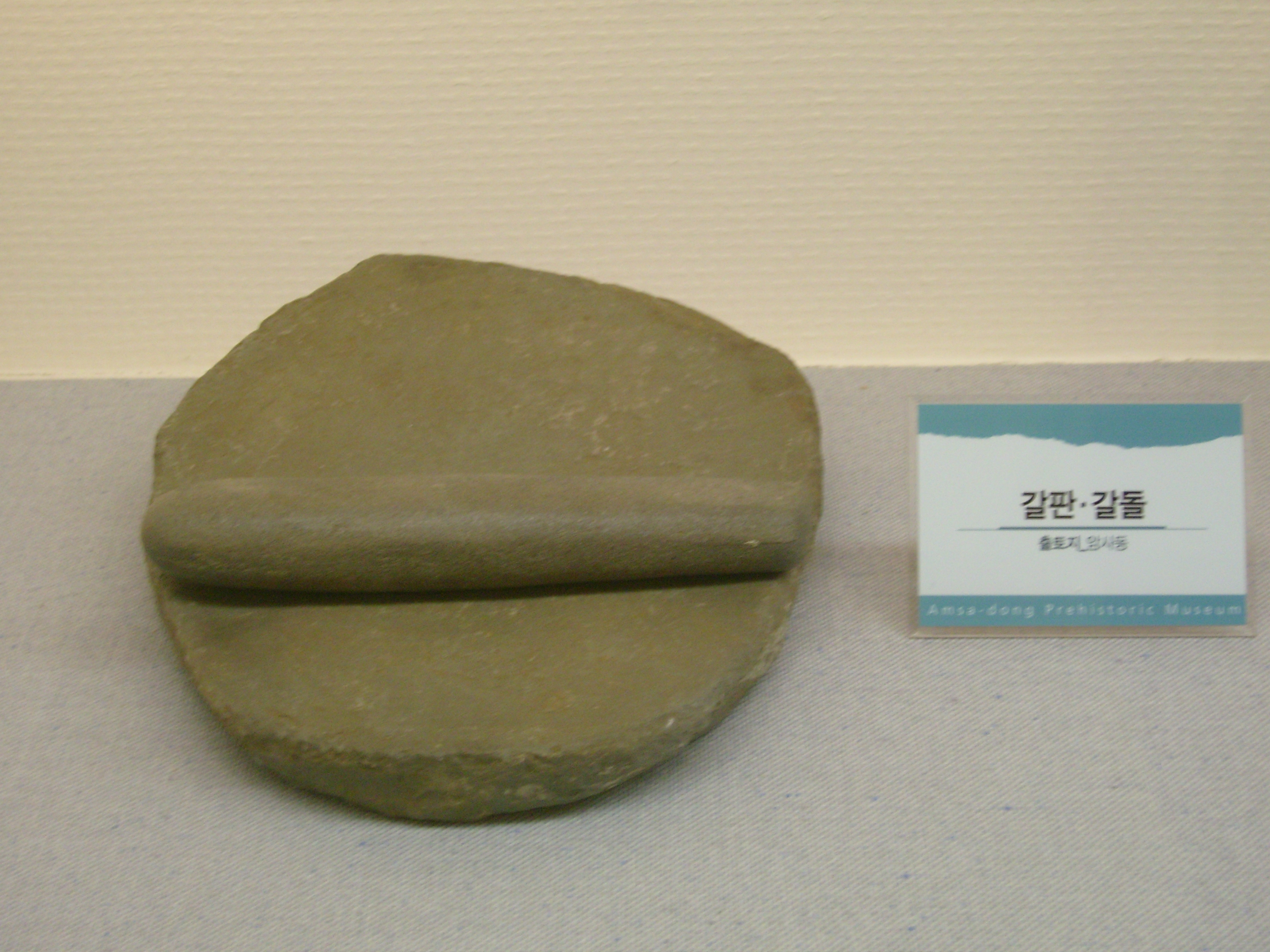
갈판과 갈돌(제1전시관)
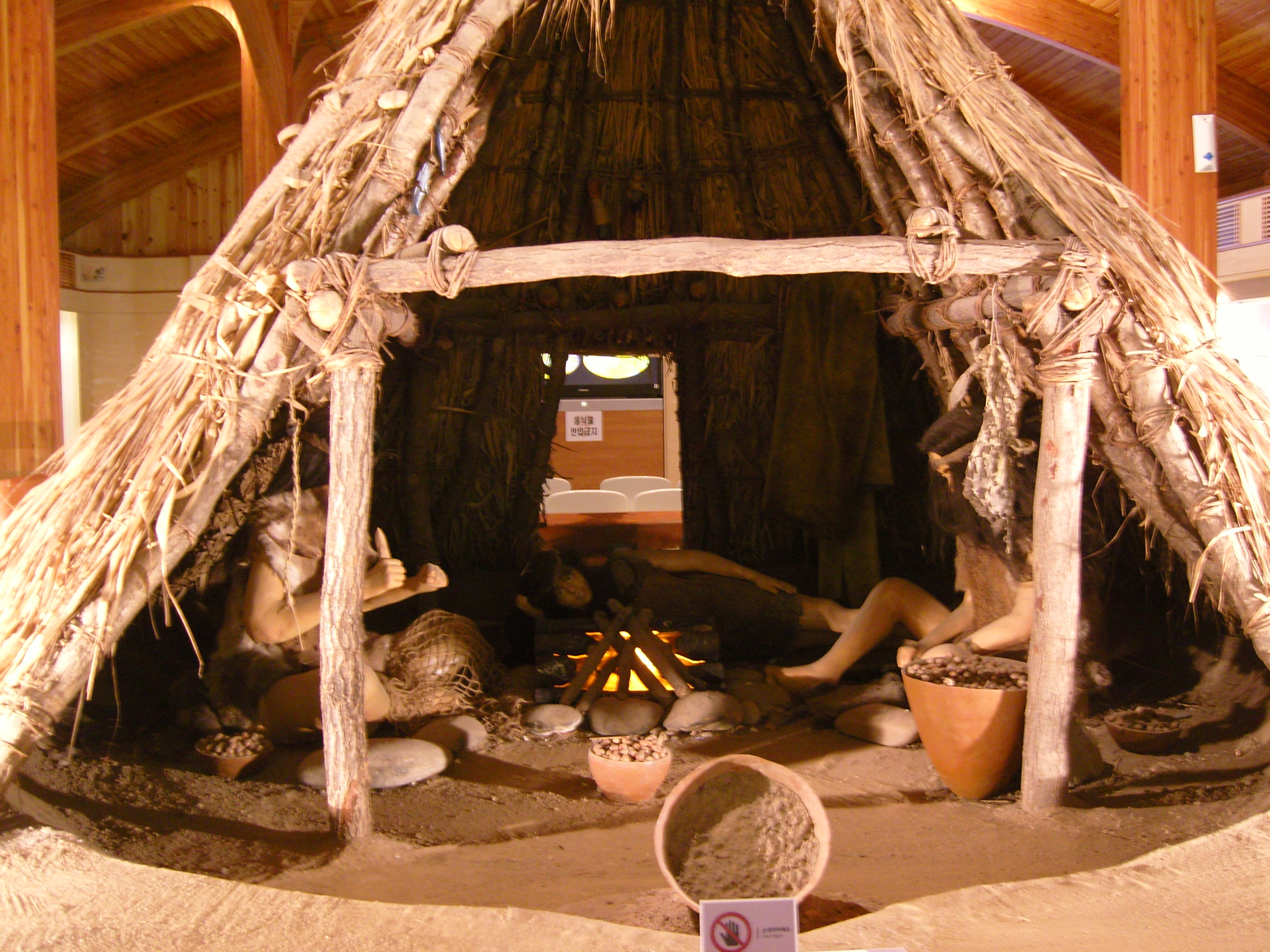
움집복원 모형(제2전시관)

## 참고 문헌
- (석기시대) 충분히 상상하라 石器時代 암사동, 《매일경제》, 2009.3.13.
- 서울 암사동 유적 - 국가유산청 국가유산포털